# Onthophagus costiger
Onthophagus costiger är en skalbaggsart som beskrevs av D'orbigny 1915. Onthophagus costiger ingår i släktet Onthophagus och familjen bladhorningar. Inga underarter finns listade i Catalogue of Life.